# Historia Augustowa
Ten artykuł opisuje historię miasta Augustowa w woj. podlaskim.

## Starożytność i średniowiecze
Pierwsze ślady pobytu ludzi w okolicach Augustowa pochodzą sprzed ok. 9 tys. lat p.n.e. Nad jeziorem Necko w okolicach rzeczki Kamienny Bród (wieś Wójtowskie Włóki) odkryto ślady przebywania przynajmniej trzech rodzin, które pozostawiły narzędzia i wióry krzemienne. W pobliżu znaleziono też pozostałości młodszych neolitycznych osad z przełomu IV i III tysiąclecia p.n.e.
Ok. V w. p.n.e. okoliczne ziemie zostały zasiedlone przez plemiona bałtyckie, z których w średniowieczu, wyodrębnili się Jaćwingowie. Na terenie Augustowa nie znaleziono jednak osad jaćwieskich. Najbliższe cmentarzysko i pozostałości osad znajdują się w położonej kilka kilometrów dalej wsi Netta, pochodzące z III-V wieku n.e. Tutejsze plemię jaćwieskie było przez Mazowszan nazywane Zlińcami, obszar ten znajdował się też na pograniczu księstwa mazowieckiego.
Jaćwingowie zamieszkiwali tutaj do końca XIII w. W 1283 r. zostali ostatecznie pokonani przez zakon krzyżacki. Po upadku Jaćwieży ziemie te wyludniły się i nie były zasiedlane do roku 1422, kiedy to pokój melneński ustalił przebieg granic na tym terenie i zaczęła się ponowna kolonizacja.
2 grudnia 1382 roku w Brodnicy książę Ziemowit IV z bratem swoim Januszem I oddali ziemię wiską Zakonowi Krzyżackiemu pod zastaw wraz z terenami po obu stronach rzeki Biebrzy (Beber) aż do Netty (Meten). Uzyskany teren Krzyżacy postanowili umocnić dwoma warowniami Naugarden (Nowe Grodno) oraz założony w 1392 nad rzeką Nettą Metenburg, wkrótce po założeniu doszczętnie zniszczony przez wielkiego księcia Witolda. Lokalizacja tego zamku nie jest znana do dziś, według jednych źródeł było to w Dolistowie przy ówczesnym ujściu Netty do Biebrzy , a zdaniem innych w Augustowie.
Pierwsza pisana wzmianka o osadzie nad Nettą pochodzi z 1496 r. i dotyczy komory pobierającej cło u przeprawy rzecznej.

## I Rzeczpospolita (XVI w. – 1795 r.)

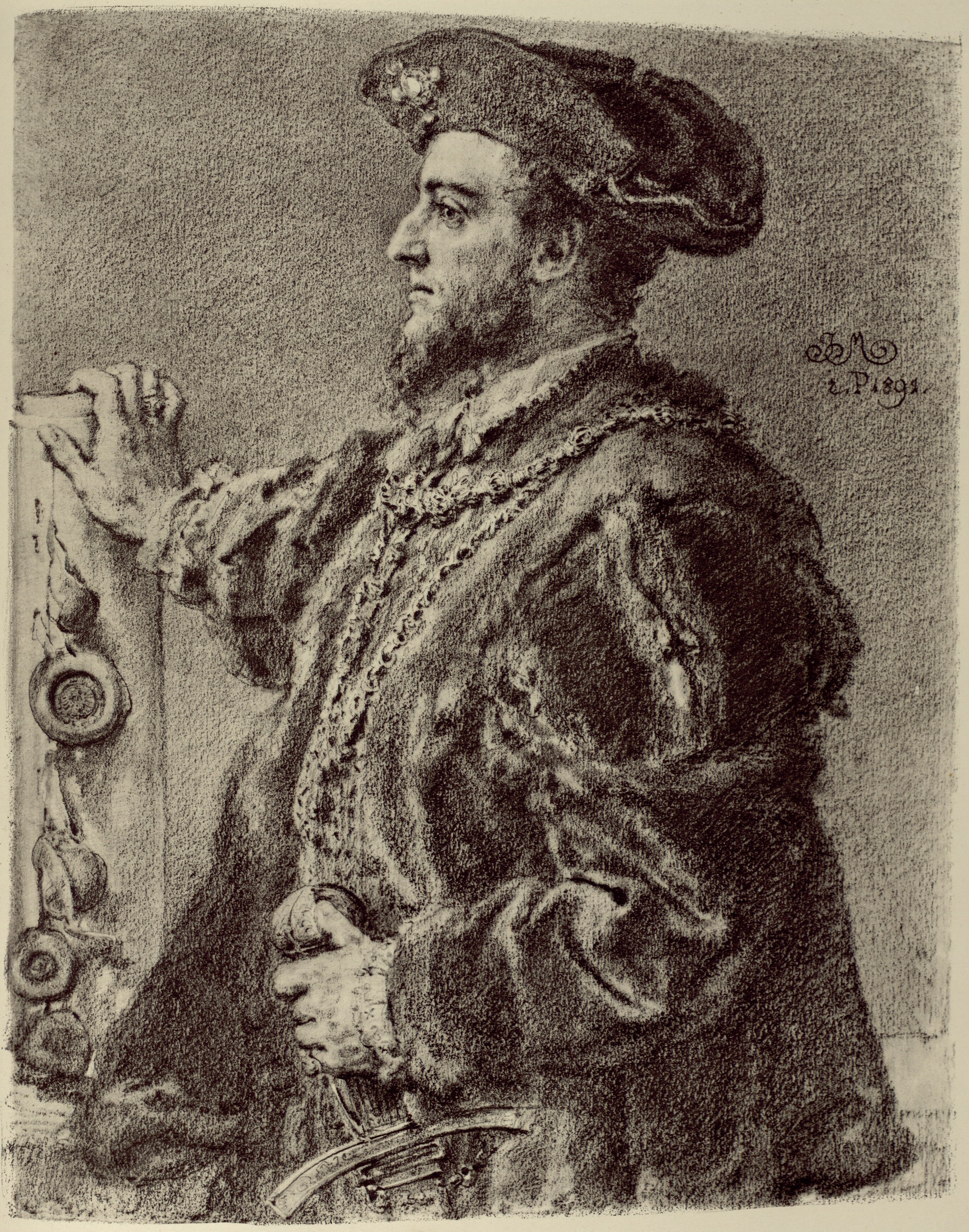
Król Zygmunt II August, założyciel Augustowa, (rys. Jan Matejko)

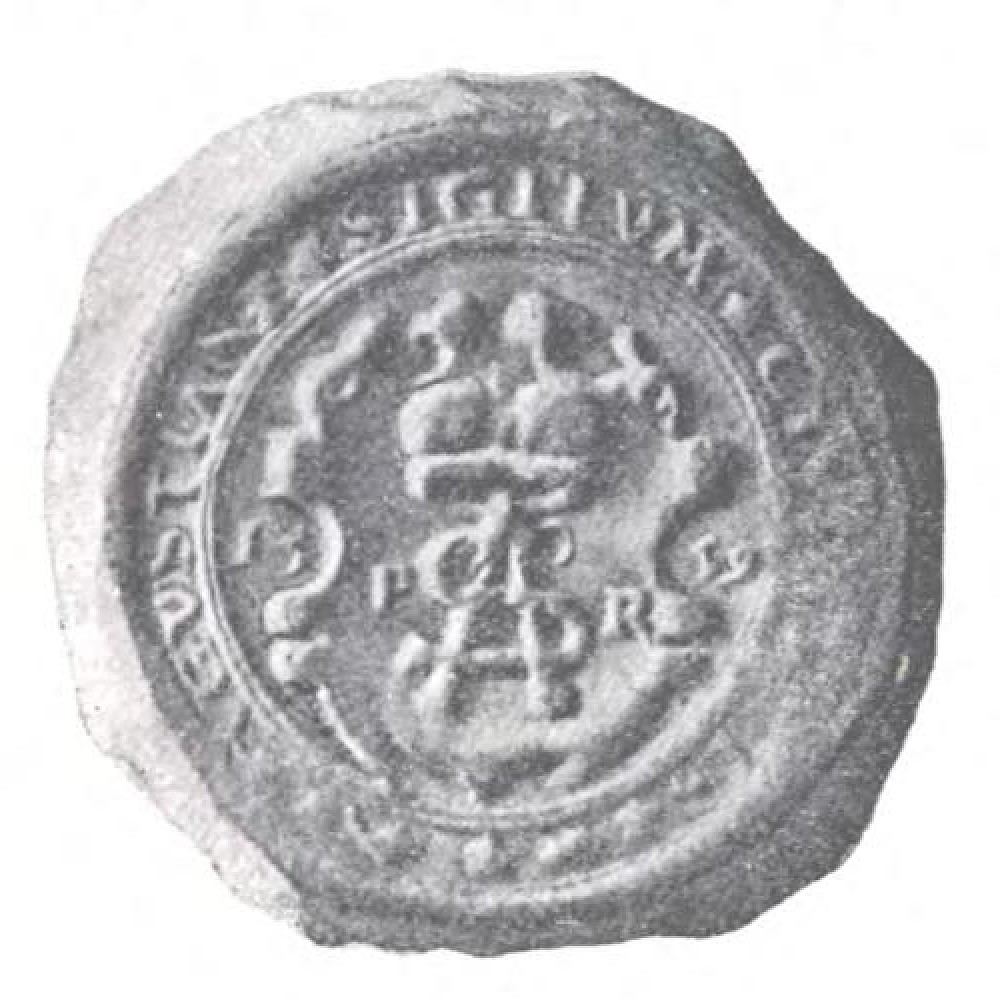
Pieczęć Augustowa, XVI w.

Okolice dzisiejszego Augustowa zasiedlane były głównie przez przybyszów z północno-wschodniego Mazowsza, a osadnictwo organizowali m.in. Radziwiłłowie. W 1526 powstała tu karczma wystawiona przez Jana Radziwiłła na skrzyżowaniu szlaków handlowych z Litwy i Białorusi do Prus, Warszawy i Krakowa. Od 1571 istniało tu starostwo obejmujące ziemie pojaćwieskie, prawdopodobnie istniejące już wcześniej.
Według legendy Augustów zawdzięcza swoje powstanie pierwszej schadzce Zygmunta II Augusta i Barbary Radziwiłłówny, dla upamiętnienia której król założył w jej miejscu miasto. Jednak w rzeczywistości już w 1546 r. królowa Bona podjęła próbę założenia miasta o nazwie Zygmuntowo na wschodnim brzegu Netty z analizy źródeł wynika, że powstała osada to późniejsza Hołynka nad Świsłoczą niemająca nic wspólnego z Augustowem – obecnie nie istnieje. Do wytyczania Augustowa w 1550 roku skierowano starostę knyszyńskiego Piotra Chwalczewskiego oraz architekta i inżyniera Joba Preytfusa. Ostatecznie miasto zasiedlono w 1555 roku nad południowym brzegiem rzeki, chociaż prawa miejskie (magdeburskie) otrzymał Augustów dopiero 17 maja 1557 roku w Wilnie od króla Zygmunta Augusta, (dokument spisano w języku starobiałoruskim). Miasto otrzymało także królewski herb.
Wyznaczono duży rynek o wymiarach 175x190 metrów (dzisiaj Rynek Zygmunta Augusta) i regularną siatkę ulic, a miasto i osadników obdarzono hojnymi nadaniami. Augustów miał stać się ośrodkiem obsługującym szlaki handlowe z Litwy, Mazowsza i Prus, a także centrum administracyjno-gospodarczym nowo kolonizowanych ziem. Do unii lubelskiej (1569) Augustów należał terytorialne do Wielkiego Księstwa Litewskiego, następnie został włączony do Korony (tereny na północ od rzeki Netty pozostały w granicach Wielkiego Księstwa aż do rozbiorów).
Augustów rozwijał się prężnie do poł. XVII w. (w 1580 liczył 270 domów, w połowie XVII wieku już prawie 500 domów i ok. 2,5 tys. mieszkańców), kiedy to nastąpiła seria działań wojennych, doprowadzająca miasto do ruiny. Podczas potopu szwedzkiego miasto spalili, a ludność porwali w jasyr zbuntowani Tatarzy z wojsk Jana Kazimierza, którzy byli niezadowoleni z podziału łupów z bitwy pod Prostkami (1656). Miasto zostało odbudowane dzięki królowi Janowi Kazimierzowi.
W czasie trzeciej wojny północnej (1700–1721) w Augustowie stacjonowały w różnym czasie wojska polskie, szwedzkie, rosyjskie, saskie i brandenburskie. Wojska, oprócz zniszczeń, przyniosły zarazę (1710–1711), która zdziesiątkowała miejscową ludność.
Ożywienie gospodarcze Augustowa nastąpiło w II poł. XVIII w., kiedy to podskarbi nadworny litewski Antoni Tyzenhaus zaczął rozwijać na okolicznych terenach przemysł. Planował on też stworzyć w miejscowości Szczebra konkurencyjny dla Augustowa ośrodek. Jednak po zdymisjonowaniu Tyzenhausa jego zamierzenia gospodarcze nie zostały zrealizowane.
Do rozbiorów w Augustowie dominowała drewniana zabudowa i w mieście nie zachowały się zabytki z tamtych czasów.
Gmina żydowska powstała w Augustowie w 1674 r. lub według innych źródeł pod koniec XVIII w.

## Zabory (1795–1914)

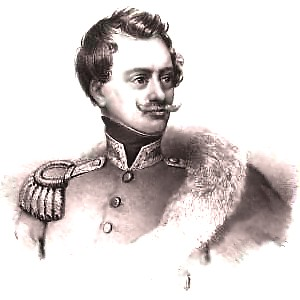
Ignacy Prądzyński, twórca Kanału Augustowskiego

W 1795 roku miasto zajęli Prusacy, włączając je do prowincji Prusy Nowowschodnie. Od roku 1807 do 1815 Augustów należał do Księstwa Warszawskiego. W latach 1807 i 1812 przez miasto przechodziły wojska napoleońskie, zaś podczas odwrotu Wielkiej Armii spod Moskwy w Augustowie jeden dzień spędził Bonaparte.
Po Kongresie wiedeńskim (1815) Augustów znalazł się w granicach Królestwa Polskiego (Kongresowego) i stał się stolicą nowo utworzonego województwa augustowskiego (od 1837 guberni augustowskiej). Z braku odpowiednich budynków urzędy tymczasowo umieszczono w Suwałkach, ale pozostały tam na zawsze. Projekty rozbudowy Augustowa w stylu klasycystycznym opracował Henryk Marconi. Wybudowano jednak tylko w 1829 budynek poczty. W roku 1825 pod kierunkiem Ignacego Prądzyńskiego rozpoczęto budowę Kanału Augustowskiego, zaś samo miasto miało stać się centralnym punktem tego ważnego dla Królestwa Polskiego przedsięwzięcia gospodarczego.
Rozwój Augustowa został przerwany przez wybuch powstania listopadowego. W okolicach Augustowa toczyły się walki, zaś miasto przechodziło z rąk do rąk, a w 1831 miasto uległo zniszczeniom. Po powstaniu nie zrealizowano planów rozbudowy miasta. Kanał Augustowski ukończono w 1839, jednak nie zyskał on planowanego znaczenia gospodarczego. Również w czasie powstania styczniowego w okolicach Augustowa toczyły się walki, podczas których szczególnie zasłynął oddział pod dowództwem Józefa "Wawra" Ramotowskiego. W roku 1866 przemianowano gubernię augustowską na suwalską.
W roku 1894 rozpoczęto budowę koszar wojsk rosyjskich, zaś rok później powiązaną z nimi linię kolejową do Grodna, którą uruchomiono w 1899 r. W XIX w. regionie kwitł przemyt, związany z granicą Prus i Rosji. Na początku XX wieku miasto liczyło około 13 tys. mieszkańców.

## I wojna światowa (1914–1918)
Na początku I wojny światowej Augustów znalazł się w strefie przyfrontowej. W sierpniu 1914 rosyjskie oddziały stacjonujące w mieście wzięły udział w natarciu na Prusy Wschodnie w składzie II armii gen. Samsonowa. Do Augustowa przewożono z frontu rannych żołnierzy. Po klęsce Rosjan, we wrześniu 1914 miasto zajęli przejściowo Niemcy, po czym odbili je Rosjanie. W sierpniu 1915 Niemcy ponownie wkroczyli do Augustowa, zaś w Puszczy Augustowskiej okrążone zostały duże oddziały wojsk rosyjskich. Przez miasto przeszły wtedy tysiące jeńców wojennych. Front przesunął się daleko na wschód, zaś Augustów wszedł w skład ziem administrowanych przez wojska niemieckie (Ober-Ost). W roku 1916 Niemcy wybudowali w mieście tartak, by eksploatować okoliczne lasy. Był to pierwszy duży zakład przemysłowy w Augustowie.

## II Rzeczpospolita (1918–1939)
Niemcy nie wycofali się z Augustowa w 1918 r. Opowiadali się za włączeniem miasta do tworzącego się pod rządami Taryby państwa litewskiego. Przeciw Niemcom wystąpili zbrojnie członkowie Polskiej Organizacji Wojskowej i stoczyli w okolicach kilka potyczek. Ostatecznie Niemcy wycofali się w lipcu 1919, a do miasta wkroczyły wojska polskie. W latach 1919 i 1920 dwukrotnie doszło do potyczek polsko-litewskich o obszar Suwalszczyzny z Augustowem włącznie.
Okres międzywojenny to czas rozkwitu Augustowa jako ośrodka turystyki – m.in. z inicjatywy PTK, ZNP i ZHP powstały tu stanice wodne, bazy i schroniska. W 1921 r. w mieście mieszkało 2261 Żydów, co stanowiło 25,8% ogółu mieszkańców. Mieli dwie synagogi – synagogę i chasydzki dom modlitwy oraz dwa cmentarze – stary i nowy. Nastąpiło ożywienie kulturalne i gospodarcze miasta. Miasto znalazło się w województwie białostockim w powiecie augustowskim. Stacjonował tu 1 Pułk Ułanów Krechowieckich, a ludność miasta w 1939 wynosiła 14,9 tys.

## II wojna światowa
25 września 1939 roku miasto zajęła Armia Czerwona. Podczas okupacji sowieckiej z miasta wywieziono na Syberię kilkaset osób. 22 czerwca 1941 roku po rozpoczęciu ataku Niemiec na ZSRR żołnierze wojsk ochrony pogranicza NKWD zamordowali około 30–34 więźniów w swoim areszcie na posesji Zarządu Wodnego. Tego samego dnia po bitwie pod Augustowem miasto zostało zajęte przez wojska niemieckie.
Represje nasiliły się pod panowaniem Niemców. Masowe egzekucje Żydów, komunistów i inteligencji w Szczebrze i lesie Klonownica, także działały tu wyniszczające kommanda pracy dla jeńców radzieckich, czego dowodem jest grób w Dąbku. Pomiędzy sierpniem 1941 r. a listopadem 1942 r. funkcjonowało tu założone przez Niemców getto dla ludności żydowskiej, którego mieszkańcy przez Prostki i Bogusze skierowani zostali na zagładę do Treblinki. Egzekucje odbywały się także na ujętych żołnierzach AK – tych najwięcej stracono w Naumowiczach. Ogółem stracono w rejonie Augustowa około 18 tys. osób.
Ofensywa radziecka w 1944 roku zatrzymała się i miasto przez sześć miesięcy pozostawało w strefie
frontowej między drugą połową lipca a 23 stycznia 1945 roku, czego efektem były bombardowania lotnicze i artyleryjskie, także wyludnienie miasta i liczne grabieże majątku mieszkańców. Zniszczenia wojenne miasta sięgnęły 70%.

## Okres powojenny

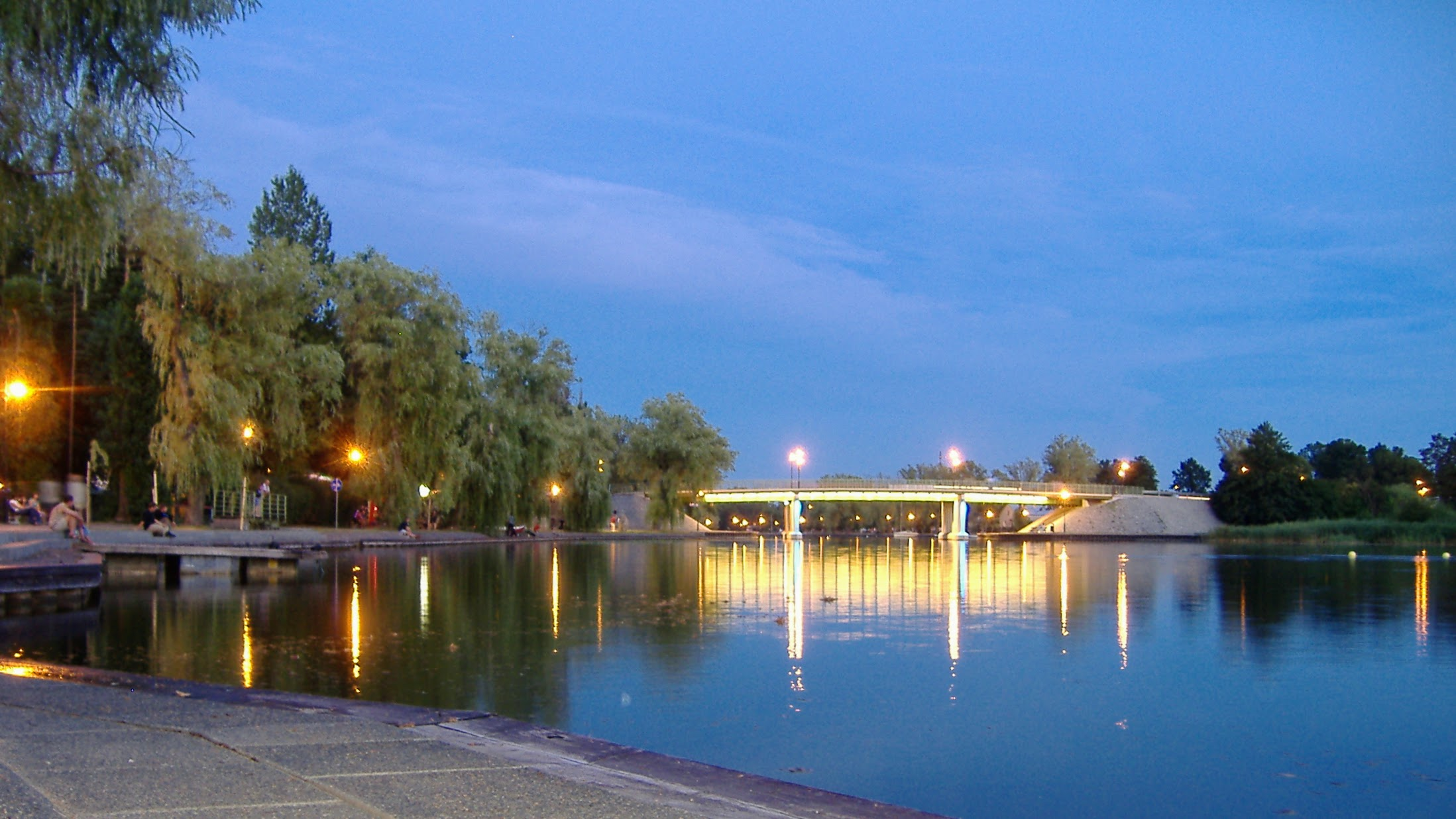
Współczesny Augustów

Po wojnie nastąpiła dalsza rozbudowa bazy wypoczynkowej. W 1946 roku miasto liczyło 7,2 tys. mieszkańców. W 1954 z obszaru miasta wyłączono kilka osiedli wiejskich, ale w 1973 miasto powiększyło się o kilka wsi, lasy i 6 jezior. W latach 1975–1998 miasto położone było w województwie suwalskim. W 1999 miasto znalazło się w województwie podlaskim, stając się siedzibą powiatu augustowskiego i gminy miejskiej Augustów.
Miejscowy przemysł reprezentują zakłady tytoniowe British American Tobacco, tartak, mleczarnia, cegielnia silikatowa, wytwórnie sprzętu sportowego i inne. Działa tu Muzeum Historii Kanału Augustowskiego oraz Towarzystwo Miłośników Ziemi Augustowskiej. Kanał Augustowski służy głównie lokalnej żegludze turystycznej i spławianiu drewna – wobec braku remontów śluz po stronie białoruskiej nie jest on w pełni spławny.
W 2007 roku miasto obchodziło swoje 450-lecie i z okazji tej rocznicy dokonano w nim licznych remontów i modernizacji – powstały tu m.in. betonowe nabrzeża z deptakami. Na rynku w lecie w niedziele odbywają się targi staroci ściągające także kupców z sąsiednich krajów. Dzięki otwarciu przejść granicznych z Litwą – kolejowego w Trakiszkach i drogowego w Ogrodnikach i Budzisku miasto stało się ważnym punktem w ruchu tranzytowym. Planowana od 2006 roku budowa obwodnicy miasta przez dolinę Rospudy i wyprowadzenie ruchu tranzytowego z miasta napotkała na opór ekologów, wbrew opiniom mieszkańców.

## Przynależność państwowa

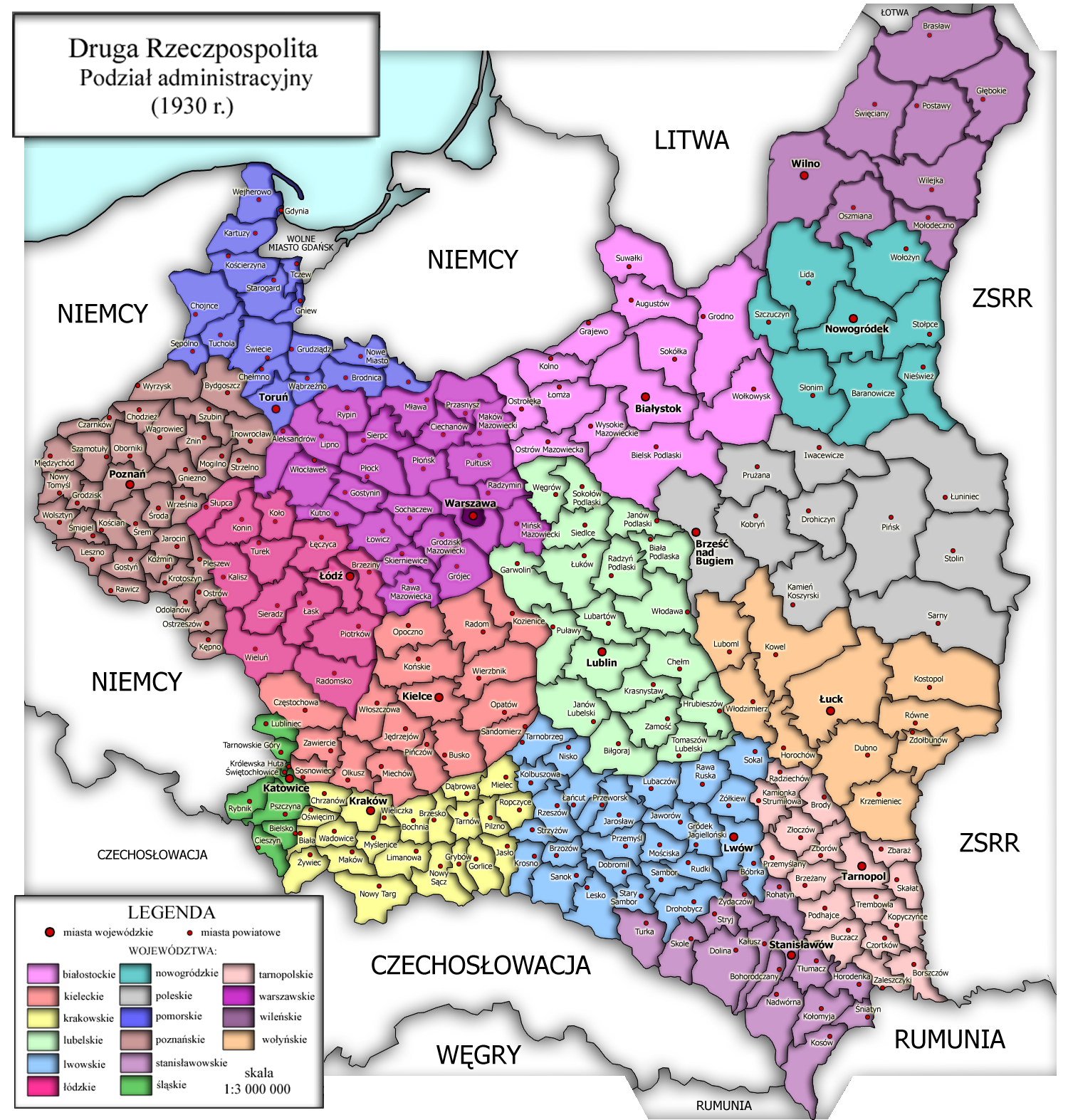
Augustów na mapie II Rzeczypospolitej

Od uzyskania praw miejskich Augustów znajdował się pod panowaniem następujących państw:
- 1557-1569 -  Wielkie Księstwo Litewskie (w unii personalnej z Koroną Królestwa Polskiego)
- 1569–1795 -  Rzeczpospolita Obojga Narodów,  Korona Królestwa Polskiego (obszar na północ od rzeki Netty pozostał w WKL do 1795)
- 1795–1807 -  Królestwo Prus
- 1807–1815 -  Księstwo Warszawskie (protektorat  Cesarstwa Francuskiego)
- 1815–1831 -  Imperium Rosyjskie,  Królestwo Polskie
- 1831–1915 -  Imperium Rosyjskie,  Królestwo Polskie
- 1915–1919 -  Rzesza Niemiecka (okupacja wojenna)
- 1919–1939 -  Rzeczpospolita Polska
- 1939–1941 -  ZSRR,  Białoruska SRR (okupacja wojenna)
- 1941–1945 -  Rzesza Wielkoniemiecka (okupacja wojenna)
- 1945–1952 -  Rzeczpospolita Polska
- 1952–1989 -  Polska Rzeczpospolita Ludowa
- od 1989 -  Rzeczpospolita Polska